# Gabriela Martín Ávila
Gabriela Martín Àvila (València, 1935), és una arqueòloga, la trajectòria i experiènciade la qual en el camp de l'Arqueologia la portà a convertir-se en una de les Pioneres de l'Arqueologia Valenciana.

## Trajectòria profesional
Llicenciada en Filosofia i Lletres per la Universitat de València el 1962, any en què va presentar la seva Memòria de Llicenciatura amb el títol "Terra sigillata de Sagunt", sota la direcció del professor Miquel Tarradell i Mateu.
El 1965 va defensar la seva tesi doctoral sobre Hemeroscopèon i Diànium, arqueologia de Dénia i Xàbia - també sota la direcció de Miquel Tarradell- passant a ser la primera dona doctorada per la Universitat de València a partir d'una investigació de tema arqueològic. Dos anys més tard va dirigir l'excavació de la Punta de l'Arenal (Xàbia, València), convertint-se en la primera dona al capdavant de la direcció d'una excavació al territori valencià.
La seva formació acadèmica internacional en les universitats de Perugia i Bordighera amb el professor Nino Lamboglia, farà que Gabriela Martín s'especialitze en ceràmiques romanes i en la metodologia de l'excavació estratigràfica, així com en arqueologia subaquàtica, aprenentatges que va compartir i va introduir en la docència i investigació valencianes, sent prova d'això els seus treballs sobre conjunts ceràmics així com les prospeccions dutes a terme a Almenara, el Saler o Xàbia (Martin, 1996).
Des de 1970 ha desenvolupat docència i investigació en la Universitat Federal de Pernambuco (Recife, Brasil), en la qual ha creat una secció d'arqueologia que edita semestralment la revista Clío Arqueològica des de 1984. Des de 2006 és directora científica del Museu de l'Home Americà FUMDHAN, encarregat de la investigació arqueològica del Parc Nacional de la Serra de Capivara, en Sant Raimon Nonat. Al seu torn, és professora emèrita de la Universitat Federal de Pernambuco.
Totes aquestes experiències fan que al llarg de la seva àmplia carrera investigadora els seus estudis hagen abordat amb solvència temes molt dispars, que van des de l'arqueologia romana fins a la prehistòria del Brasil, sobre la qual el manual universitari del que és autora ha estat objecte de múltiples reedicions.

## Publicacions destacades[1]
- MARTÍN, G. (1963): La terra sigillata en Sagunto (avance preliminar), VI Congreso Nacional de Arqueología, Zaragoza, 367‐374.
- MARTÍN, G. (1968): La supuesta colonia griega de Hemeroskopeion: estudi arqueològic de la zona Dénia‐Xàvea, PLAV 3, València.
- MARTÍN, G. (1970): Dianium. Arqueología romana de Denia, Institución Alfonso el Magnánimo, Diputación de Valencia, Valencia.
- MARTÍN, G. (1971): El problema de las lagunas de Almenara, Atti del III Congresso di Archeologia sottomarina, Bordighera, 91‐99.
- MARTÍN, G.; SALUDES, (1966): Hallazgos arqueológicos submarinos en la zona de El Saler (Valencia), APL 11, 155‐169.
- MARTÍN, G.; SERRÉS, MaD. (1970): La factoría pesquera de Punta de l'Arenal y otros restos romanos de Jávea (Alicante), T.V. del SIP 38, Valencia.
- MARTÍN, G. (19993): Pré-história do Nordeste do Brasil, Editora Universitária UFPE, Recife.